# Уикипедия на македонски език
Уикипедия на македонски език (на македонска литературна норма: Википедија на македонски јазик) е версия на македонски литературен език (македонската литературна норма) в свободната енциклопедия Уикипедия. Основана е на 4 септември 2003 година. През 2007 година достига 10 000-та си статия, а през пролетта на 2010 година има 40 000 статии. Към 28 юни 2025 има 153 535 статии.
В отчета за работата на правителството на ВМРО-ДПМНЕ за 2006 – 2010 година е обявено, че е изпълнен проект по разширяването на съществуващи статии свързани с Македония и създаването на нови такива в Уикипедия на македонски език и на английски език. Според правителствения документ чрез проекта са изготвени повече от 24 000 статии. В съобщение на Уикимедия Македония тези информации са отхвърлени като неверни.
Министърът на информационното общество и администрацията на Република Македония Иво Ивановски дава начало на инициатива за популяризирането на проекта през 2013 година, като се предвижда Уикипедия да бъде промотирана в различни интернет клубове, училища и университетски факултети в страната.

## Посещаемост
| \| Дял на посещаемост (03/2012 – 02/2013) \| Дял на посещаемост (03/2012 – 02/2013) \| Дял на посещаемост (03/2012 – 02/2013) \| Дял на посещаемост (03/2012 – 02/2013) \| Дял на посещаемост (03/2012 – 02/2013) \| \| -------------------------------------- \| -------------------------------------- \| -------------------------------------- \| -------------------------------------- \| -------------------------------------- \| \| \| \| \| \| \| \| Северна Македония \| Северна Македония \| \| 85.0% \| 85.0% \| \| България \| България \| \| 2.5% \| 2.5% \| \| САЩ \| САЩ \| \| 1.4% \| 1.4% \| \| Германия \| Германия \| \| 1.3% \| 1.3% \| \| Сърбия \| Сърбия \| \| 1.1% \| 1.1% \| \| Други \| Други \| \| 8.7% \| 8.7% \| |                   |  |       |       |
| Дял на посещаемост (03/2012 – 02/2013) |                   |  |       |       |
| |                   |  |       |       |
| Северна Македония | Северна Македония |  | 85.0% | 85.0% |
| България | България          |  | 2.5%  | 2.5%  |
| САЩ | САЩ               |  | 1.4%  | 1.4%  |
| Германия | Германия          |  | 1.3%  | 1.3%  |
| Сърбия | Сърбия            |  | 1.1%  | 1.1%  |
| Други | Други             |  | 8.7%  | 8.7%  |